# Carl Erfurdt
Carl Gottlob August Erfurdt, auch Karl Gottlob August Erfurdt (* 11. Dezember 1780 in Zörbig; † 5. Februar 1813 in  Königsberg i. Pr.) war ein deutscher Klassischer Philologe.

## Leben
Erfurdt besuchte die Lateinschule der Franckeschen Stiftungen in Halle (Saale). Er begann 1796 ein Studium an der  Universität Wittenberg und wechselte 1798 an die Universität Leipzig. In Leipzig gehörte er zu den ersten Mitgliedern der von Gottfried Hermann initiierten Griechischen Gesellschaft. 
1801 ging er als dritter Lehrer an das Gymnasium in Merseburg und wurde dort 1807 Konrektor. Das  Preußische Ministerium der geistlichen, Unterrichts- und Medizinalangelegenheiten berief ihn am 6. Januar 1810 auf den Lehrstuhl für alte Literatur der Albertus-Universität Königsberg. Dort errichtete er im selben Jahr das Philologische Seminar. In der Zeit der preußischen Bildungsreform war er ab 1810 Mitglied  der Wissenschaftlichen Deputation, die das Bildungswesen im Sinne des Neuhumanismus umgestalten sollte. Nach drei Amtsjahren erlag er einer Pleuritis.

## Werke
- Sophoclis tragoediae septem ac deperditarum fragmenta emendavit. Leipzig 1802.
- Sophoclis Tragoediae / ad optimorum librorum fidem recensuit et brevibus notis instruxit Car. Gottlob Aug. Erfurdt, Leipzig 1809.
- Antigone und Oedipus Rex. Leipzig 1808.